# Bauernfest
El Bauernfest, también llamado Festa do Colono Alemão («fiesta de los colonos alemanes»), es un festival de la cerveza celebrado durante el mes de julio en Petrópolis, Brasil. Se organiza desde 1989 y tiene sus orígenes en la inmigración alemana en Brasil. 
Petrópolis, ciudad con una fuerte influencia alemana, se encuentra en la región montañosa del estado de Río de Janeiro, en el sureste de Brasil. Es considerado el festival más grande en la región de Petrópolis, y el segundo festival alemán más grande en Brasil, detrás del Oktoberfest de Blumenau, en Santa Catarina. El festival presenta danzas folclóricas, coros, bandas tradicionales como la Banda Musical Germânica (Banda Musical Alemana) de Blumenau, así como un concurso de beber cerveza. La comida que se puede encontrar en el evento también está relacionada con la gastronomía alemana: salchichas, sauerkraut, wurstsalat, sauerbraten ...etc. La bebida principal es la cerveza, los postres y los dulces incluyen el chocolate y el pastel de la Selva Negra. En 2012, hubo 368.000 participantes que invirtieron R$ 55 millones. En 11 días de celebración se consumieron 7.5 t de salchichas y 35.000 litros de cerveza.